# Kalety
Kalety (německy Stahlhammer) jsou město v jižním Polsku ve Slezském vojvodství v okrese Tarnovské Hory. Leží na historickém území Horního Slezska na řece Malá Pěna. Z geomorfologického hlediska se rozkládají na Opolské planině, která je součástí Slezské nížiny. Jsou zcela obklopeny a prostoupeny Lublineckými lesy – lesní komplex pokrývá dokonce tři čtvrtiny z celkové rozlohy 76,68 km². V roce 2024 zde žilo 8 136 obyvatel.
Město patří k oblasti s vysokým podílem slezské národnosti – při posledním sčítání lidu se k ní přihlásilo 32,7 % obyvatel tarnohorského okresu.

## Historie
První zmínka o obci pochází z roku 1365. Ve druhé polovině 18. století koupil zdejší hamry původem český podnikatel a průkopník hutnického průmyslu Johann Ferdinand Koulhaas, který v roce 1777 založil v Kaletách první zkujňovací výheň v Horním Slezsku a jako jeden z prvních prováděl úspěšné pokusy s koksováním uhlí a využitím koksu při výrobě oceli. Kolem huti vznikla kolonie Stahlhammer (německy „ocelárna“, „ocelářský hamr“), podle které byla pak pojmenována celá obec, oficiálně od roku 1909.
V polovině 19. století se těžiště hornoslezského hutnictví přesunulo blíže k ložiskám černého uhlí v oblasti Katovic a kaletská huť zanikla. Na jejím místě založil nový majitel tarnohorského panství Guido Henckel von Donnersmarck v roce 1870 pilu, a následně v letech 1882–1884 vybudoval továrnu na výrobu celulózy a papíru. Ta byla nejvýznamnějším podnikem v obci až do svého krachu v roce 1994. V meziválečném období pokrývala 30 % poptávky po celulóze a 10 % poptávky po papíru v celém tehdejším Polsku. Ještě v 70. letech 20. století se zde vyrábělo na 30 tisíc tun celulózy a 34 tisíc tun papíru ročně. Nyní má v bývalém areálu továrny své sídlo několik firem, z nichž největší je výkupna kovošrotu Hemarpol.
Kalety získaly první železniční spojení v roce 1848 otevřením trati Bytom – Tarnovské Hory – Lubliniec. V roce 1926, poté, co východní část Horního Slezska včetně Kalet případla po první světové válce a následujícím územním sporu Polsku, byla zprovozněna tzv. uhelná magistrála jakožto strategické spojení uhelného revíru a Baltu, která na stávající trať navázala právě v Kaletách. Ty se tak staly železničním uzlem. 
V roce 1933 byly k obci Kalety (Stahlhammer) přidruženy Drutarnia (Drahthammer), Jędrysek (Jendryssek), Kuczów (Kutschau) a Truszczyce (Truschütz). V roce 1951 obec získala status města.